# Walckenaeria dalmasi
Walckenaeria dalmasi är en spindelart som först beskrevs av Simon 1914.  Walckenaeria dalmasi ingår i släktet Walckenaeria och familjen täckvävarspindlar.
Artens utbredningsområde är Frankrike. Inga underarter finns listade i Catalogue of Life.